# Chiesa cattolica siro-malankarese

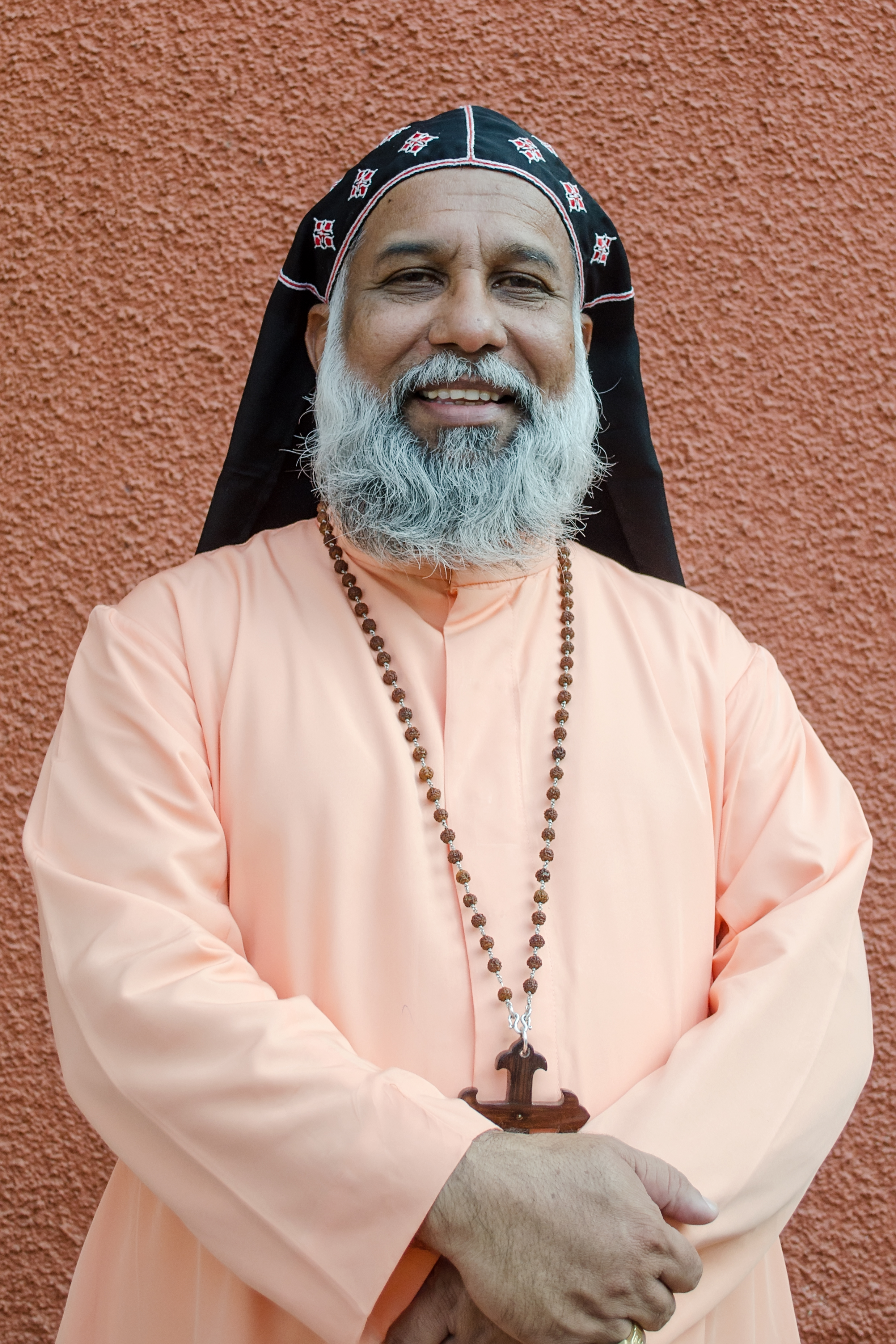
L'attuale arcivescovo maggiore, il cardinale Isaac Cleemis Thottunkal, eletto l'8 febbraio 2007.

La Chiesa cattolica siro-malankarese è una Chiesa arcivescovile maggiore cattolica di rito siriaco-antiocheno (o siro occidentale), nata in India. Attualmente l'arcivescovo maggiore è il cardinale Isaac Cleemis Thottunkal.

## Storia
La Chiesa siro-malankarese fa risalire le sue origini a un gruppo di cristiani di san Tommaso dell'India sud-occidentale che si separarono da Roma nel 1635 e adottarono la tradizione liturgica siriaco-antiochena («liturgia di San Giacomo») al posto della tradizione liturgica siriaco-orientale.
Nel XVI secolo la Chiesa locale, fin dal V secolo in comunione con la Chiesa d'Oriente (detta nestoriana), accolse benevolmente i missionari giunti dal Portogallo, ma i loro tentativi di latinizzare i riti portarono all'avvicinamento della Chiesa al patriarca della Chiesa ortodossa siriaca e alla nascita della Chiesa cristiana siriaca giacobita e all'adozione del rito antiocheno, staccandosi da quello caldeo.
I vari tentativi formali di riunificazione con la Chiesa cattolica occorsi nei secoli successivi ebbero un successo parziale; nel 1930 un piccolo gruppo di religiosi e fedeli della Chiesa malankarese ortodossa, guidati dal vescovo Geevarghese Mar Ivanios chiesero ed ottennero la comunione con la Chiesa cattolica da papa Pio XI che nel 1932 diede vita alla nuova Chiesa cattolica siro-malankarese con l'erezione di due diocesi e l'imposizione del pallio a Mar Ivanios.
Il 10 febbraio 2005 papa Giovanni Paolo II, con il breve Ab ipso sancto Thoma, elevò la Chiesa cattolica siro-malankarese alla dignità di Chiesa arcivescovile maggiore con il titolo di Trivandrum dei siro-malankaresi.
Il censimento 2011 del Kerala indicava che i 465.207 siro-malankaresi cattolici costituivano l'1,4% della popolazione dello stato, il 7,6% dei cristiani.

## Liturgia
La liturgia è celebrata in lingua siriaca. Il Pontificale è stato tradotto direttamente dal latino al siriaco. Noti manoscritti sono: 
Vat. sir. 89 dal 1529, Vat. sir. 66 vdal 1545, Vat. sir. 186, XVIII sec., Vat. sir. 600 dal 1782, Vat. sir. 512 dal 1905.

## Struttura
La Chiesa cattolica siro-malankarese ha per primate l'arcivescovo maggiore di Trivandrum; l'attuale arcivescovo maggiore è Isaac Cleemis Thottunkal.
Essa è costituita da 12 circoscrizioni ecclesiastiche, di cui 10 nel "territorio proprio" della Chiesa arcivescovile maggiore, ossia nel territorio di nascita di questa Chiesa sui iuris, e 2 nei territori della diaspora.

### Nel territorio proprio
Per decisione di papa Francesco, il 23 novembre 2019 il territorium proprium della Chiesa arcivescovile maggiore siro-malankarese è stato esteso sino ai confini dell'eparchia di Sant'Efrem di Khadki. Di conseguenza, esso comprende i seguenti Stati indiani: Kerala, Karnataka, Tamil Nadu, Maharashtra, Goa, Andhra Pradesh e Telangana.
Dipendono direttamente dall'arcivescovo maggiore e costituiscono la Chiesa arcivescovile maggiore di Trivandrum, due province ecclesiastiche siro-malankaresi:
Provincia ecclesiastica di Trivandrum
- Arcieparchia di Trivandrum (sede propria dell'arcivescovo maggiore)
  - Eparchia di Marthandom
  - Eparchia di Mavelikara
  - Eparchia di Parassala
  - Eparchia di Pathanamthitta
  - Eparchia di Sant'Efrem di Khadki[5]

Provincia ecclesiastica di Tiruvalla
- Arcieparchia di Tiruvalla
  - Eparchia di Battery
  - Eparchia di Muvattupuzha
  - Eparchia di Puthur

### Nella diaspora
- Eparchia di San Giovanni Crisostomo di Gurgaon ( India)
- Eparchia di Santa Maria Regina della Pace ( Stati Uniti e  Canada)

Comunità cattoliche siro-malankaresi, non facenti parte di nessuna eparchia, ma organizzate in parrocchie e missioni, si trovano in Italia, Francia, Germania, Svizzera, Inghilterra, Irlanda, Australia, Singapore e in diversi Paesi della Penisola arabica.

## Sinodo arcivescovile
Elenco dei Presidenti del Sinodo della Chiesa siro-malankarese:
- Arcivescovo maggiore Cyril Baselios Malancharuvil, O.I.C. (1995 - 18 gennaio 2007)
- Arcivescovo maggiore Cardinale Isaac Cleemis Thottunkal, dal 10 febbraio 2007

## Istituti religiosi siro-malankaresi
- Congregazione dell'Imitazione di Cristo
- Suore dell'Imitazione di Cristo
- Figlie di Maria